# Nieuwendijk

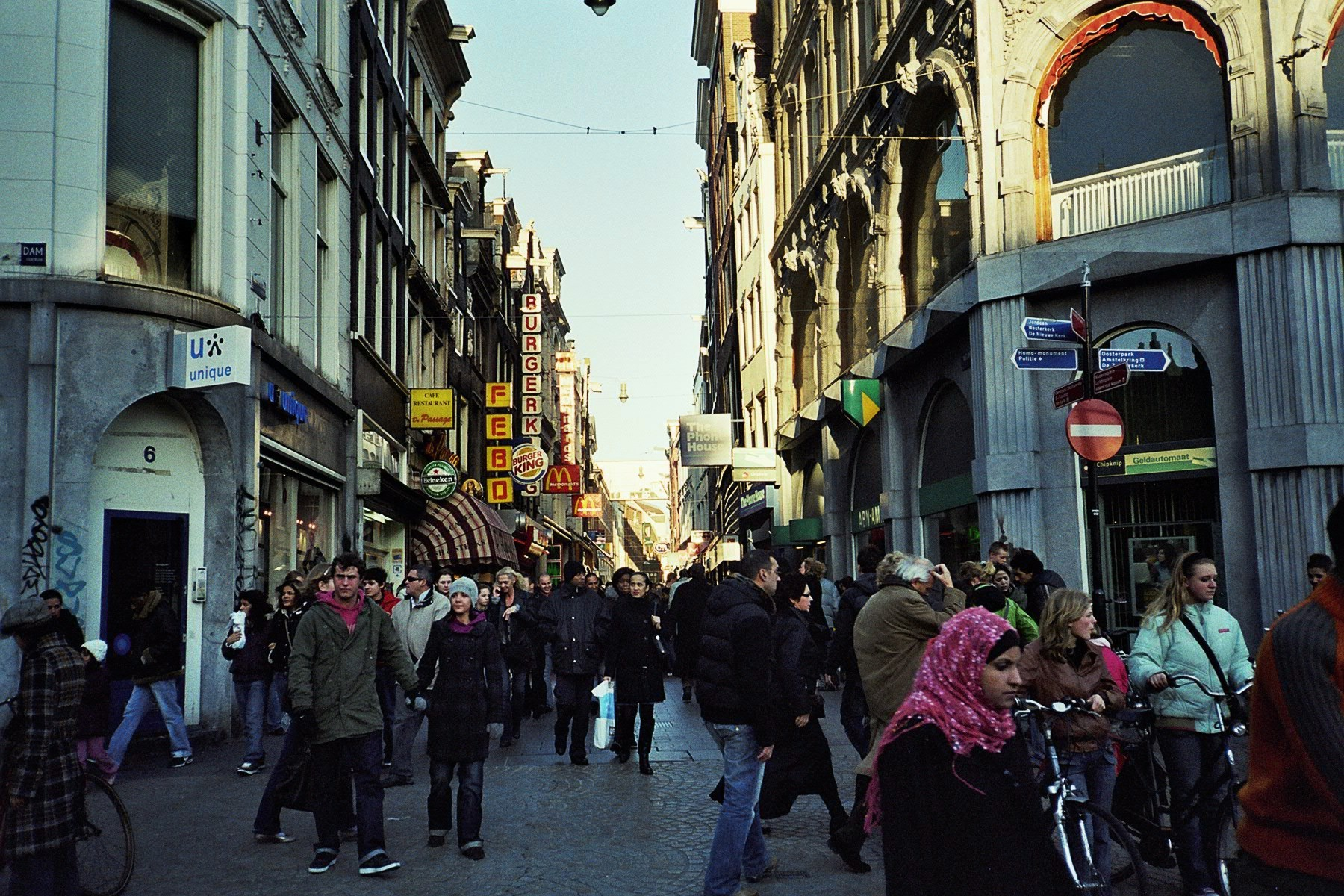
Einkaufsstraße Nieuwendijk in Amsterdam

Nieuwendijk ist eine der ältesten Einkaufsstraßen im Zentrum der niederländischen Hauptstadt Amsterdam. Entlang der Straße gibt es etwa 200 Geschäfte. Die Straße, die auf die frühmittelalterliche Geschichte Amsterdams zurückgeht, zählt 98 Gebäude mit Rijksmonument-Status. Nieuwendijk bildete zusammen mit der Kalverstraat den Deich am Westufer der Amstel, heute Rokin-Damrak.

## Lage
Die Straße verbindet den Stadtplatz Dam (Amsterdam) mit der Haarlemmerbuurt und verläuft fast parallel zum Damrak und dem Nieuwezijds Voorburgwal in Richtung Bahnhof Amsterdam Centraal. Das letzte Stück macht jedoch eine Linkskurve und endet an der Martelaarsgracht. Der Abschnitt zwischen der Martelaarsgracht und der Haarlemmerstraat wird im Volksmund als Korte Nieuwendijk bezeichnet.

## Geschichte
Um 1225 wurden auf dem Deich entlang des Westufers die ältesten bekannten Häuser in Amsterdam errichtet, die nicht mit landwirtschaftlichen Zwecken verbunden waren, was sich aufgrund archäologischer Untersuchungen eruieren lässt. Etwas später wurde auch der Deich auf der Ostseite (heute Warmoesstraat) bevölkert. Um 1250 wurde zwischen den beiden Ufern ein Damm mit Schleusen gebaut (der heutige Damm). Dies ist noch heute am Höhenunterschied zwischen diesen Straßen zu erkennen. Die Kanalgärten auf der Rückseite sind durch die Bebauung verschwunden.
Historische Fotos aus dem Stadtarchiv Amsterdam zeigen den Nieuwendijk bereits im 19. Jahrhundert als beliebte Einkaufsstraße. Das bekannte Gemälde Hutgeschäft Mars auf dem Nieuwendijk in Amsterdam von Isaac Israëls ermöglicht einen Einblick in die Amsterdamer Ladenatmosphäre der 1890er-Jahre.
In den späten 1950er und frühen 1960er Jahren war Nieuwendijk ein beliebter Treffpunkt für junge Leute, die umgangssprachlich als „Diker“ bezeichnet wurden. Bis in die 1970er Jahre war die Straße – wenn auch sehr eingeschränkt – noch für Autos befahrbar. Danach wurde die Straße neu asphaltiert und zu einer reinen Fußgängerzone zum Einkaufen von Lebensmitteln, Kleidung und Souvenirs umgewandelt.